# N575 (België)
De N575 is een korte gewestweg in België tussen Charleroi (R51) en Montignies-sur-Sambre (N572). De weg heeft een lengte van ongeveer 2,5 kilometer.
De gehele weg bestaat uit twee rijstroken voor beide richtingen samen.